# Generali Česká Cup 2020
Generali Česká Cup 2020 je hokejový turnaj konající se v roce 2020. Pohár začal 4. srpna a končí 22. září. Účastní se ho týmy Tipsport extraligy a Chance ligy.

## Výsledky

### Skupina A
| Poř. | Tým                        | Z | V | VP | PP | P | VG | OG | B  |
| ---- | -------------------------- | - | - | -- | -- | - | -- | -- | -- |
| 1.   | HC Sparta Praha            | 6 | 4 | 0  | 1  | 1 | 23 | 13 | 13 |
| 2.   | HC Škoda Plzeň             | 6 | 3 | 1  | 0  | 2 | 20 | 18 | 11 |
| 3.   | ČEZ Motor České Budějovice | 6 | 3 | 0  | 0  | 3 | 26 | 24 | 9  |
| 4.   | Rytíři Kladno              | 6 | 1 | 0  | 0  | 5 | 14 | 28 | 3  |

#### 1. kolo
| 14. srpna 2020 17:30 | HC Škoda Plzeň | 3:1 (0:0, 2:1, 1:0) | Rytíři Kladno | LOGSPEED CZ Arena, Plzeň Návštěvnost: 563 |  |

| Report | |                 |                                        |                                                                        |
| Dominik Pavlát | Dominik Pavlát | Brankáři        | Petr Jiroušek                          | Rozhodčí: Roman Svoboda Jakub Šindel Čároví: Ondřej Malý David Jelínek |
| 30:00' Jakub Pour (Roman Vráblík, Petr Kodýtek) 36:23' Milan Gulaš (Pavel Musil, David Jiříček) 59:44' Matyáš Kantner (bez asistence) | 30:00' Jakub Pour (Roman Vráblík, Petr Kodýtek) 36:23' Milan Gulaš (Pavel Musil, David Jiříček) 59:44' Matyáš Kantner (bez asistence) | 0:1 1:1 2:1 3:1 | 28:54' Vítězslav Bílek (bez asistence) | Rozhodčí: Roman Svoboda Jakub Šindel Čároví: Ondřej Malý David Jelínek |
| 10 min | 10 min | Tresty          | 22 min                                 | Rozhodčí: Roman Svoboda Jakub Šindel Čároví: Ondřej Malý David Jelínek |
| 37 | 37 | Střely          | 22                                     | Rozhodčí: Roman Svoboda Jakub Šindel Čároví: Ondřej Malý David Jelínek |

| 10. srpna 2020 18:00 | HC Sparta Praha | 5:2 (0:0, 1:1, 4:1) | ČEZ Motor České Budějovice | Tipsport arena, Bubeneč Návštěvnost: 1 523 |  |

| Report | |                             |                                                                                          |                                                                   |
| Matěj Machovský | Matěj Machovský | Brankáři                    | Marek Čiliak                                                                             | Rozhodčí: Petr Úlehla Tomáš Veselý Čároví: Milan Kis Petr Šimánek |
| 37:13' Michal Řepík (Lukáš Rousek, Petr Kalina) 55:03' Andrej Kudrna (Tomáš Pavelka, Matúš Sukeľ) 55:44' Jan Buchtele (Lukáš Pech, Ladislav Zikmund) 59:04' Tomáš Pavelka (bez asistence) 59:46' Matěj Machovský (bez asistence) | 37:13' Michal Řepík (Lukáš Rousek, Petr Kalina) 55:03' Andrej Kudrna (Tomáš Pavelka, Matúš Sukeľ) 55:44' Jan Buchtele (Lukáš Pech, Ladislav Zikmund) 59:04' Tomáš Pavelka (bez asistence) 59:46' Matěj Machovský (bez asistence) | 0:1 1:1 1:2 2:2 3:2 4:2 5:2 | 23:48' Matouš Hrubec (Martin Beránek) 45:54' Vít Jonák (Matouš Venkrbec, Miroslav Holec) | Rozhodčí: Petr Úlehla Tomáš Veselý Čároví: Milan Kis Petr Šimánek |
| 8 min | 8 min | Tresty                      | 18 min                                                                                   | Rozhodčí: Petr Úlehla Tomáš Veselý Čároví: Milan Kis Petr Šimánek |
| 36 | 36 | Střely                      | 33                                                                                       | Rozhodčí: Petr Úlehla Tomáš Veselý Čároví: Milan Kis Petr Šimánek |

#### 2. kolo
| 6. srpna 2020 18:00 | HC Sparta Praha | 3:4 PP (1:0, 1:1, 1:2 – 0:1) | HC Škoda Plzeň | Tipsport arena, Bubeneč Návštěvnost: 1 369 |  |

| Report | |                             | |                                                                          |
| Jakub Neužil | Jakub Neužil | Brankáři                    | Dominik Pavlát | Rozhodčí: Antonín Jeřábek Filip Vrba Čároví: Jiří Ondráček Roman Komínek |
| 13:56' David Tomášek (Tomáš Pavelka) 31:15' Andrej Kudrna (Tomáš Pavelka, Robert Říčka) 42:40' Jan Klodner (bez asistence) | 13:56' David Tomášek (Tomáš Pavelka) 31:15' Andrej Kudrna (Tomáš Pavelka, Robert Říčka) 42:40' Jan Klodner (bez asistence) | 1:0 2:0 2:1 3:1 3:2 3:3 3:4 | 36:42' Luboš Rob (Jaroslav Kracík) 52:34' Petr Kodýtek (Jan Eberle, Petr Straka) 53:43' David Stach (bez asistence) 61:22' David Stach (bez asistence) | Rozhodčí: Antonín Jeřábek Filip Vrba Čároví: Jiří Ondráček Roman Komínek |
| 8 min | 8 min | Tresty                      | 2 min | Rozhodčí: Antonín Jeřábek Filip Vrba Čároví: Jiří Ondráček Roman Komínek |
| 30 | 30 | Střely                      | 35 | Rozhodčí: Antonín Jeřábek Filip Vrba Čároví: Jiří Ondráček Roman Komínek |

| 17. srpna 2020 17:30 | ČEZ Motor České Budějovice | 7:4 (1:1, 3:2, 3:1) | Rytíři Kladno | Budvar aréna, České Budějovice Návštěvnost: 1420 |  |

| Report | |                                             | |                                                                     |
| Marek Čiliak | Marek Čiliak | Brankáři                                    | David Stahl | Rozhodčí: Petr Lacina Luděk Pilný Čároví: Jiří Ganger David Klouček |
| 17:47' Karel Plášil (David Gilbert, Pavel Pýcha) 28:29' Roman Přikryl (Zdeněk Doležal, Karel Plášil) 31:28' Miroslav Indrák (Pavel Pýcha, Roman Přikryl) 35:21' Roman Přikryl (Niklas Pavel, Zdeněk Doležal) 41:55' Albert Michnáč (David Gilbert) 49:04' Vít Jonák (Pavel Pýcha, Adam Raška) 55:52' Martin Novák (Albert Michnáč) | 17:47' Karel Plášil (David Gilbert, Pavel Pýcha) 28:29' Roman Přikryl (Zdeněk Doležal, Karel Plášil) 31:28' Miroslav Indrák (Pavel Pýcha, Roman Přikryl) 35:21' Roman Přikryl (Niklas Pavel, Zdeněk Doležal) 41:55' Albert Michnáč (David Gilbert) 49:04' Vít Jonák (Pavel Pýcha, Adam Raška) 55:52' Martin Novák (Albert Michnáč) | 0:1 1:1 1:2 1:3 2:3 3:3 4:3 5:3 6:3 6:4 7:4 | 03:41' Tomáš Guman (Adam Kubík, Jiří Ticháček) 21:46' Tomáš Guman (Jiří Ticháček) 26:46' Matyáš Filip (Jiří Ticháček, Vsevolod Kirillovič Sorokin) 49:22' Tomáš Guman (Vítězslav Bílek, Adam Kubík) | Rozhodčí: Petr Lacina Luděk Pilný Čároví: Jiří Ganger David Klouček |
| 10 min | 10 min | Tresty                                      | 8 min | Rozhodčí: Petr Lacina Luděk Pilný Čároví: Jiří Ganger David Klouček |
| 36 | 36 | Střely                                      | 43 | Rozhodčí: Petr Lacina Luděk Pilný Čároví: Jiří Ganger David Klouček |

#### 3. kolo
| 11. srpna 2020 17:30 | ČEZ Motor České Budějovice | 4:2 (1:0, 1:2, 2:0) | HC Škoda Plzeň | Budvar aréna, České Budějovice Návštěvnost: 1 420 |  |

| Report | |                         |                                                                                |                                                                          |
| Jan Strmeň | Jan Strmeň | Brankáři                | Dominik Pavlát                                                                 | Rozhodčí: Vladimír Pešina Daniel Pražák Čároví: Michal Zíka Petr Šimánek |
| 19:24' Zdeněk Doležal (Daniel Voženílek, Václav Karabáček) 37:33' Václav Karabáček (Albert Michnáč) 49:30' Matěj Toman (Ivan Lytvynov, Radek Prokeš) 54:56' Zdeněk Doležal (Roman Přikryl) | 19:24' Zdeněk Doležal (Daniel Voženílek, Václav Karabáček) 37:33' Václav Karabáček (Albert Michnáč) 49:30' Matěj Toman (Ivan Lytvynov, Radek Prokeš) 54:56' Zdeněk Doležal (Roman Přikryl) | 1:0 1:1 1:2 2:2 3:2 4:2 | 33:49' Tomáš Mertl (Milan Gulaš, Pavel Musil) 35:17' Petr Kodýtek (Jakub Pour) | Rozhodčí: Vladimír Pešina Daniel Pražák Čároví: Michal Zíka Petr Šimánek |
| 8 min | 8 min | Tresty                  | 6 min                                                                          | Rozhodčí: Vladimír Pešina Daniel Pražák Čároví: Michal Zíka Petr Šimánek |
| 24 | 24 | Střely                  | 48                                                                             | Rozhodčí: Vladimír Pešina Daniel Pražák Čároví: Michal Zíka Petr Šimánek |

| 11. srpna 2020 18:00 | Rytíři Kladno | 3:2 (0:0, 2:0, 1:2) | HC Sparta Praha | ČEZ stadion, Kladno Návštěvnost: 733 |  |

| Report | |                     | |                                                                       |
| Andrej Košarišťan                                                                                          | Andrej Košarišťan                                                                                          | Brankáři            | Jakub Neužil                                                                                       | Rozhodčí: Tomáš Horák Matěj Sýkora Čároví: Vít Komárek Stanislav Hnát |
| 22:43' Štěpán Bláha (Nicolas Hlava) 29:08' Šimon Jelínek (bez asistence) 53:13' Ondřej Bláha (Tomáš Urban) | 22:43' Štěpán Bláha (Nicolas Hlava) 29:08' Šimon Jelínek (bez asistence) 53:13' Ondřej Bláha (Tomáš Urban) | 1:0 2:0 2:1 3:1 3:2 | 42:14' David Tomášek (Martin Jandus, Petr Kalina) 58:09' Tomáš Pavelka (Matúš Sukeľ, Jan Buchtele) | Rozhodčí: Tomáš Horák Matěj Sýkora Čároví: Vít Komárek Stanislav Hnát |
| 10 min | 10 min | Tresty              | 12 min                                                                                             | Rozhodčí: Tomáš Horák Matěj Sýkora Čároví: Vít Komárek Stanislav Hnát |
| 21 | 21 | Střely              | 34                                                                                                 | Rozhodčí: Tomáš Horák Matěj Sýkora Čároví: Vít Komárek Stanislav Hnát |

#### 4. kolo
| 13. srpna 2020 17:30 | HC Škoda Plzeň | 1:5 (0:1, 1:2, 0:2) | HC Sparta Praha | LOGSPEED CZ Arena, Plzeň Návštěvnost: 825 |  |

| Report                                         |                                                |                         | |                                                                        |
| Dominik Pavlát                                 | Dominik Pavlát                                 | Brankáři                | Matěj Machovský | Rozhodčí: Jakub Šindel Roman Svoboda Čároví: Tomáš Pešek David Jelínek |
| 23:48' Filip Suchý (Petr Kodýtek, Petr Straka) | 23:48' Filip Suchý (Petr Kodýtek, Petr Straka) | 0:1 0:2 1:2 1:3 1:4 1:5 | 01:38' Ladislav Zikmund (Tomáš Pavelka) 22:37' Andrej Kudrna (Jan Košťálek, Lukáš Pech) 30:48' David Tomášek (Jan Košťálek, Lukáš Rousek) 40:48' David Dvořáček (Matúš Sukeľ) 59:13' Michal Klimo (Robert Říčka, Jan Piskáček) | Rozhodčí: Jakub Šindel Roman Svoboda Čároví: Tomáš Pešek David Jelínek |
| 4 min                                          | 4 min                                          | Tresty                  | 8 min | Rozhodčí: Jakub Šindel Roman Svoboda Čároví: Tomáš Pešek David Jelínek |
| 48                                             | 48                                             | Střely                  | 42 | Rozhodčí: Jakub Šindel Roman Svoboda Čároví: Tomáš Pešek David Jelínek |

| 13. srpna 2020 18:00 | Rytíři Kladno | 3:8 (0:2, 0:3, 3:3) | ČEZ Motor České Budějovice | ČEZ stadion, Kladno Návštěvnost: 570 |  |

| Report                                                    |                                                           |                                             | |                                                                     |
| Andrej Košarišťan                                         | Andrej Košarišťan                                         | Brankáři                                    | Jiří Patera | Rozhodčí: Petr Lacina Luděk Pilný Čároví: Jiří Ganger David Klouček |
| Ondřej Bláha 42:42' Tomáš Urban 49:24' Tomáš Urban 51:32' | Ondřej Bláha 42:42' Tomáš Urban 49:24' Tomáš Urban 51:32' | 0:1 0:2 0:3 0:4 0:5 0:6 1:6 1:7 2:7 3:7 3:8 | Miroslav Holec 00:11' Martin Beránek 11:09' Pavel Pýcha 25:35' Martin Beránek 26:13' Vít Christov 37:02' Matouš Venkrbec 40:13' Karel Plášil 48:01' Miroslav Holec 59:26' | Rozhodčí: Petr Lacina Luděk Pilný Čároví: Jiří Ganger David Klouček |
| 30                                                        | 30                                                        | Střely                                      | 43 | Rozhodčí: Petr Lacina Luděk Pilný Čároví: Jiří Ganger David Klouček |

#### 5. kolo
| 18. srpna 2020 17:30 | ČEZ Motor České Budějovice | 2:5 (0:2, 1:1, 1:2) | HC Sparta Praha | Budvar aréna, České Budějovice Návštěvnost: 142 |  |

| Report                                                                                 |                                                                                        |                             | |                                                                           |
| Jan Strmeň                                                                             | Jan Strmeň                                                                             | Brankáři                    | Matěj Machovský | Rozhodčí: Vladimír Pešina Daniel Pražák Čároví: Jan Votrubec Martin Ševic |
| 22:20 Zdeněk Doležal (bez asistence) 56:57 Karel Plášil (Zdeněk Doležal, Martin Novák) | 22:20 Zdeněk Doležal (bez asistence) 56:57 Karel Plášil (Zdeněk Doležal, Martin Novák) | 0:1 0:2 1:2 1:3 1:4 2:4 2:5 | 01:10 Lukáš Pech (David Tomášek) 19:13 Andrej Kudrna (Jan Buchtele) 36:40 Robert Říčka (bez asistence) 47:12 David Tomášek (Lukáš Pech, Lukáš Rousek) 57:52 Ladislav Zikmund (Roman Horák, Tomáš Pšenička) | Rozhodčí: Vladimír Pešina Daniel Pražák Čároví: Jan Votrubec Martin Ševic |
| 8 min                                                                                  | 8 min                                                                                  | Tresty                      | 8 min | Rozhodčí: Vladimír Pešina Daniel Pražák Čároví: Jan Votrubec Martin Ševic |
| 31                                                                                     | 31                                                                                     | Střely                      | 26 | Rozhodčí: Vladimír Pešina Daniel Pražák Čároví: Jan Votrubec Martin Ševic |

| 18. srpna 2020 18:00 | Rytíři Kladno | 2:5 (1:2, 0:0, 1:3) | HC Škoda Plzeň | ČEZ stadion, Kladno Návštěvnost: 572 |  |

| Report                                                                              |                                                                                     |                             | |                                                                       |
| Andrej Košarišťan                                                                   | Andrej Košarišťan                                                                   | Brankáři                    | Dominik Frodl | Rozhodčí: Antonín Jeřábek Filip Vrba Čároví: Jiří Ondráček Josef Špůr |
| 12:23 Marek Račuk, (Antonín Melka, Martin Kehar) 47:01 Martin Kehar (bez asistence) | 12:23 Marek Račuk, (Antonín Melka, Martin Kehar) 47:01 Martin Kehar (bez asistence) | 0:1 0:2 1:2 2:2 2:3 2:4 2:5 | 04:30 Milan Gulaš (Dominik Frodl) 04:52 Pavel Musil (bez asistence) 49:40 Roman Vráblík (David Stach) 51:10 Jan Eberle (Petr Kodýtek) 59:18 Filip Suchý (Pavel Musil) | Rozhodčí: Antonín Jeřábek Filip Vrba Čároví: Jiří Ondráček Josef Špůr |
| 8 min                                                                               | 8 min                                                                               | Tresty                      | 8 min | Rozhodčí: Antonín Jeřábek Filip Vrba Čároví: Jiří Ondráček Josef Špůr |
| 26                                                                                  | 26                                                                                  | Střely                      | 45 | Rozhodčí: Antonín Jeřábek Filip Vrba Čároví: Jiří Ondráček Josef Špůr |

#### 6. kolo
| 20. srpna 2020 17:30 | HC Škoda Plzeň | 5:3 (2:0, 2:2, 1:1) | ČEZ Motor České Budějovice | LOGSPEED CZ Arena, Plzeň Návštěvnost: 749 |  |

| Report | |                                 | |                                                                        |
| Dominik Frodl | Dominik Frodl | Brankáři                        | Jiří Patera | Rozhodčí: Roman Svoboda Jakub Šindel Čároví: Tomáš Brejcha Tomáš Pešek |
| 11:56 Pavel Musil (Luboš Rob, David Stach) 15:09 Luboš Rob (David Jiříček) 29:45 Petr Kodýtek (bez asistence) 38:48 Pavel Musil (David Stach, Luboš Rob) 47:47 Filip Suchý (Jakub Pour) | 11:56 Pavel Musil (Luboš Rob, David Stach) 15:09 Luboš Rob (David Jiříček) 29:45 Petr Kodýtek (bez asistence) 38:48 Pavel Musil (David Stach, Luboš Rob) 47:47 Filip Suchý (Jakub Pour) | 1:0 2:0 2:1 2:2 3:2 4:2 4:3 5:3 | 23:12 Pavel Pýcha (Miroslav Indrák, Martin Beránek) 27:23 Karel Plášil (Miroslav Holec, Radek Prokeš) 41:00 Karel Plášil (Daniel Voženílek, Roman Přikryl) | Rozhodčí: Roman Svoboda Jakub Šindel Čároví: Tomáš Brejcha Tomáš Pešek |
| 8 min | 8 min | Tresty                          | 16 min | Rozhodčí: Roman Svoboda Jakub Šindel Čároví: Tomáš Brejcha Tomáš Pešek |
| 38 | 38 | Střely                          | 28 | Rozhodčí: Roman Svoboda Jakub Šindel Čároví: Tomáš Brejcha Tomáš Pešek |

| 21. srpna 2020 18:00 | HC Sparta Praha | 3:1 (2:0, 1:0, 0:1) | Rytíři Kladno | Tipsport arena, Bubeneč Návštěvnost: 1 511 |  |

| Report | |                 |                                     |                                                                     |
| Jakub Neužil, Oldřich Cichoň | Jakub Neužil, Oldřich Cichoň | Brankáři        | Andrej Košarišťan                   | Rozhodčí: Petr Lacina Luděk Pilný Čároví: Jiří Ganger David Klouček |
| 03:08 David Dvořáček (Tomáš Pšenička, Tomáš Dvořák) 07:58 Roman Horák (Marek Kvapil) 33:42 Roman Horák (Miroslav Forman, Marek Kvapil) | 03:08 David Dvořáček (Tomáš Pšenička, Tomáš Dvořák) 07:58 Roman Horák (Marek Kvapil) 33:42 Roman Horák (Miroslav Forman, Marek Kvapil) | 1:0 2:0 3:0 3:1 | 53:50 Antonín Melka (Nicolas Hlava) | Rozhodčí: Petr Lacina Luděk Pilný Čároví: Jiří Ganger David Klouček |
| 14 min | 14 min | Tresty          | 20 min                              | Rozhodčí: Petr Lacina Luděk Pilný Čároví: Jiří Ganger David Klouček |
| 26 | 26 | Střely          | 24                                  | Rozhodčí: Petr Lacina Luděk Pilný Čároví: Jiří Ganger David Klouček |

### Skupina B
| Poř. | Tým                     | Z | V | VP | PP | P | VG | OG | B  |
| ---- | ----------------------- | - | - | -- | -- | - | -- | -- | -- |
| 1.   | HC Verva Litvínov       | 6 | 3 | 0  | 1  | 2 | 17 | 16 | 10 |
| 2.   | Bílí Tygři Liberec      | 6 | 2 | 2  | 0  | 2 | 14 | 16 | 10 |
| 3.   | HC Energie Karlovy Vary | 6 | 3 | 0  | 1  | 2 | 19 | 18 | 10 |
| 4.   | BK Mladá Boleslav       | 6 | 2 | 0  | 0  | 4 | 21 | 21 | 6  |

#### 1. kolo
| 4. srpna 2020 17:00 | BK Mladá Boleslav | 5:7 (3:5, 0:0, 2:2) | HC Energie Karlovy Vary | ŠKO-ENERGO Aréna Návštěvnost: 419 |  |

| Report                                                                                            |                                                                                                   |                                                 | |                                                                          |
| Marek Schwarz, Radek Haas                                                                         | Marek Schwarz, Radek Haas                                                                         | Brankáři                                        | Filip Novotný, Adam Horák | Rozhodčí: Oldřich Hejduk Luděk Pilný Čároví: Lukáš Kajínek Radek Špringl |
| Oscar Flynn 00:17' David Bernad 04:46' Jiří Severa 15:34' Petr Šidlík 42:34' Vladimír Brož 48:06' | Oscar Flynn 00:17' David Bernad 04:46' Jiří Severa 15:34' Petr Šidlík 42:34' Vladimír Brož 48:06' | 1:0 1:1 2:1 2:2 2:3 3:3 3:4 3:5 3:6 3:7 4:7 5:7 | Martin Osmík 03:42' Martin Weinhold 11:40' Patrik Machač 14:19' Martin Osmík 19:31' Tomáš Vondráček 19:42' Petr Koblasa 40:20' Tomáš Vildumetz 41:23' | Rozhodčí: Oldřich Hejduk Luděk Pilný Čároví: Lukáš Kajínek Radek Špringl |

| 14. srpna 2020 18:00 | Bílí Tygři Liberec | 0:1 (0:0, 0:1, 0:0) | HC Verva Litvínov | Home Credit Arena Návštěvnost: 1 130 |  |

| Report     |            |          |                       |                                                                         |
| Petr Kváča | Petr Kváča | Brankáři | Denis Godla           | Rozhodčí: Pavel Hodek Tomáš Micka Čároví: Miroslav Lhotský Jiří Svoboda |
|            |            | 0:1      | Patrik Zdráhal 23:38' | Rozhodčí: Pavel Hodek Tomáš Micka Čároví: Miroslav Lhotský Jiří Svoboda |
| 48         | 48         | Střely   | 23                    | Rozhodčí: Pavel Hodek Tomáš Micka Čároví: Miroslav Lhotský Jiří Svoboda |

#### 2. kolo
| 19. srpna 2020 17:30 | HC Verva Litvínov | 4:2 (1:2, 1:0, 2:0) | BK Mladá Boleslav | Zimní stadion Ivana Hlinky Návštěvnost: ?? |  |

| Report |    |          |    |                                                                 |
|        |    | Brankáři |    | Rozhodčí: Petr Lacina, Luděk Pilný - Jiří Ganger, David Klouček |
| ??     | ?? |          | ?? | Rozhodčí: Petr Lacina, Luděk Pilný - Jiří Ganger, David Klouček |

| 6. srpna 2020 17:30 | HC Energie Karlovy Vary | 4:5 PP (1:0, 1:1, 2:3 - 0:1) | Bílí Tygři Liberec | KV Arena Návštěvnost: 738 |  |

| Report                                                                                |                                                                                       |                                     | |                                                                      |
| Filip Novotný                                                                         | Filip Novotný                                                                         | Brankáři                            | Petr Kváča                                                                                          | Rozhodčí: Roman Svoboda Jakub Šindel Čároví: Tomáš Pešek Ondřej Malý |
| Václav Skuhravý 16:43' Jiří Černoch 36:39' Martin Kohout 52:16' Ondřej Beránek 57:21' | Václav Skuhravý 16:43' Jiří Černoch 36:39' Martin Kohout 52:16' Ondřej Beránek 57:21' | 1:0 1:1 2:1 2:2 2:3 2:4 3:4 4:4 4:5 | Marek Zachar 34:35' Marek Zachar 43:52' Jaroslav Vlach 44:59' Radan Lenc 48:47' Dávid Gríger 60:16' | Rozhodčí: Roman Svoboda Jakub Šindel Čároví: Tomáš Pešek Ondřej Malý |
| 36                                                                                    | 36                                                                                    | Střely                              | 32                                                                                                  | Rozhodčí: Roman Svoboda Jakub Šindel Čároví: Tomáš Pešek Ondřej Malý |

#### 3. kolo
| 11. srpna 2020 17:30 | HC Energie Karlovy Vary | 5:0 (1:0, 2:0, 2:0) | HC Verva Litvínov | KV Arena Návštěvnost: 1 005 |  |

| Report                                                                                                 | |                     |              |                                                                       |
| Filip Novotný                                                                                          | Filip Novotný                                                                                          | Brankáři            | David Honzík | Rozhodčí: Roman Svoboda Jakub Šindel Čároví: Daniel Hynek Tomáš Gerát |
| Václav Skuhravý 06:34' Martin Kohout 21:43' Lukáš Pulpán 38:18' Jakub Flek 53:24' Martin Kadlec 59:57' | Václav Skuhravý 06:34' Martin Kohout 21:43' Lukáš Pulpán 38:18' Jakub Flek 53:24' Martin Kadlec 59:57' | 1:0 2:0 3:0 4:0 5:0 |              | Rozhodčí: Roman Svoboda Jakub Šindel Čároví: Daniel Hynek Tomáš Gerát |
| 35 | 35 | Střely              | 27           | Rozhodčí: Roman Svoboda Jakub Šindel Čároví: Daniel Hynek Tomáš Gerát |

| 11. srpna 2020 18:00 | Bílí Tygři Liberec | 2:0 (0:0, 1:0, 1:0) | BK Mladá Boleslav | Home Credit Arena Návštěvnost: 1 171 |  |

| Report                                |                                       |          |                            |                                                                     |
| Petr Kváča                            | Petr Kváča                            | Brankáři | Jan Růžička, Marek Schwarz | Rozhodčí: Petr Úlehla Tomáš Veselý Čároví: Ladislav Lučan Milan Kis |
| Radan Lenc 25:39' Lukáš Derner 45:58' | Radan Lenc 25:39' Lukáš Derner 45:58' | 1:0 2:0  |                            | Rozhodčí: Petr Úlehla Tomáš Veselý Čároví: Ladislav Lučan Milan Kis |
| 34                                    | 34                                    | Střely   | 23                         | Rozhodčí: Petr Úlehla Tomáš Veselý Čároví: Ladislav Lučan Milan Kis |

#### 4. kolo
| 13. srpna 2020 17:00 | BK Mladá Boleslav | 8:2 (3:0, 2:1, 3:1) | Bílí Tygři Liberec | ŠKO-ENERGO Aréna Návštěvnost: 353 |  |

| Report | |                                         |                                          |                                                                           |
| Gašper Krošelj | Gašper Krošelj | Brankáři                                | Jaroslav Pavelka                         | Rozhodčí: Vladimír Pešina Daniel Pražák Čároví: Jan Votrubec Martin Ševic |
| Brandon Alderson 03:53' Brandon Alderson 04:13' Pavel Kousal 14:01' Radim Zohorna 28:30' Mitchell Fillman 35:33' David Cienciala 40:34' Jakub Strnad 47:33' Brandon Alderson 48:14' | Brandon Alderson 03:53' Brandon Alderson 04:13' Pavel Kousal 14:01' Radim Zohorna 28:30' Mitchell Fillman 35:33' David Cienciala 40:34' Jakub Strnad 47:33' Brandon Alderson 48:14' | 1:0 2:0 3:0 3:1 4:1 5:1 6:1 7:1 8:1 8:2 | Ronald Knot 26:36' Tomáš Hanousek 53:34' | Rozhodčí: Vladimír Pešina Daniel Pražák Čároví: Jan Votrubec Martin Ševic |
| 40 | 40 | Střely                                  | 30                                       | Rozhodčí: Vladimír Pešina Daniel Pražák Čároví: Jan Votrubec Martin Ševic |

| 13. srpna 2020 17:30 | HC Verva Litvínov | 6:0 (3:0, 0:0, 3:0) | HC Energie Karlovy Vary | Zimní stadion Ivana Hlinky Návštěvnost: 379 |  |

| Report | |                         |                           |                                                                     |
| Šimon Zajíček | Šimon Zajíček | Brankáři                | Jan Bednář, Patrik Hamrla | Rozhodčí: Tomáš Horák Michal Sýkora Čároví: Jakub Frodl Vít Komárek |
| Pavel Zygmunt 05:34' Richard Jarůšek 06:10' Samson Mahbod 15:33' Tomáš Pospíšil 44:10' Martin Havelka 46:17' Richard Jarůšek 49:37' | Pavel Zygmunt 05:34' Richard Jarůšek 06:10' Samson Mahbod 15:33' Tomáš Pospíšil 44:10' Martin Havelka 46:17' Richard Jarůšek 49:37' | 1:0 2:0 3:0 4:0 5:0 6:0 |                           | Rozhodčí: Tomáš Horák Michal Sýkora Čároví: Jakub Frodl Vít Komárek |
| 38 | 38 | Střely                  | 21                        | Rozhodčí: Tomáš Horák Michal Sýkora Čároví: Jakub Frodl Vít Komárek |

#### 5. kolo
| 18. srpna 2020 17:30 | HC Energie Karlovy Vary | 3:1 (1:0, 1:1, 1:0) | BK Mladá Boleslav | KV Arena Návštěvnost: ?? |  |

| Report |    |          |    |                                                                           |
|        |    | Brankáři |    | Rozhodčí: Pavel Hodek, Tomáš Micka Čároví: Miroslav Lhotský, Jiří Svoboda |
| ??     | ?? |          | ?? | Rozhodčí: Pavel Hodek, Tomáš Micka Čároví: Miroslav Lhotský, Jiří Svoboda |

| 18. srpna 2020 17:30 | HC Verva Litvínov | 3:4 SN (1:1, 1:2, 1:0 - 0:0 - 0:1) | Bílí Tygři Liberec | Zimní stadion Ivana Hlinky Návštěvnost: ?? |  |

| Report |    |          |    |                                                                        |
|        |    | Brankáři |    | Rozhodčí: Roman Svoboda, Jakub Šindel Čároví: Tomáš Pešek, Ondřej Malý |
| ??     | ?? |          | ?? | Rozhodčí: Roman Svoboda, Jakub Šindel Čároví: Tomáš Pešek, Ondřej Malý |

#### 6. kolo
| 20. srpna 2020 17:00 | BK Mladá Boleslav | 5:3 (2:2, 2:0, 1:1) | HC Verva Litvínov | ŠKO-ENERGO Aréna Návštěvnost: ?? |  |

| Report |    |          |    |                                                                           |
|        |    | Brankáři |    | Rozhodčí: Oldřich Hejduk, Luděk Pilný Čároví: Lukáš Rampír, Radek Špringl |
| ??     | ?? |          | ?? | Rozhodčí: Oldřich Hejduk, Luděk Pilný Čároví: Lukáš Rampír, Radek Špringl |

| 20. srpna 2020 18:00 | Bílí Tygři Liberec | 1:0 (0:0, 1:0, 0:0) | HC Energie Karlovy Vary | Home Credit Arena Návštěvnost: ?? |  |

| Report |    |          |    |                                                                            |
|        |    | Brankáři |    | Rozhodčí: Vladimír Pešina, Daniel Pražák Čároví: Michal Zíka, Petr Šimánek |
| ??     | ?? |          | ?? | Rozhodčí: Vladimír Pešina, Daniel Pražák Čároví: Michal Zíka, Petr Šimánek |

### Skupina C
| Poř. | Tým                 | Z | V | VP | PP | P | VG | OG | B  |
| ---- | ------------------- | - | - | -- | -- | - | -- | -- | -- |
| 1.   | HC Dynamo Pardubice | 6 | 4 | 0  | 1  | 1 | 22 | 11 | 13 |
| 2.   | Mountfield HK       | 6 | 3 | 1  | 0  | 2 | 19 | 14 | 11 |
| 3.   | HC Olomouc          | 6 | 3 | 0  | 0  | 3 | 18 | 22 | 9  |
| 4.   | HC Kometa Brno      | 6 | 1 | 0  | 0  | 5 | 8  | 20 | 3  |

#### 1. kolo
| 4. srpna 2020 17:00 | HC Olomouc | 2:5 (1:0, 0:2, 1:3) | Mountfield HK | Zimní stadion Olomouc Návštěvnost: 950 |  |

| Report                                                                            |                                                                                   |          | |                                                                          |
|                                                                                   |                                                                                   | Brankáři | | Rozhodčí: Michal Dědek, Adam Kika Čároví: Jiří Gebauer, Vladimír Rožánek |
| 18:19 Lukáš Kucsera (Tomáš Valenta) 45:55 David Škůrek (Petr Kolouch, Tomáš Gřeš) | 18:19 Lukáš Kucsera (Tomáš Valenta) 45:55 David Škůrek (Petr Kolouch, Tomáš Gřeš) |          | 27:06 Aleš Jergl (Jordann Perret, Petr Zámorský) 34:19 Jakub Orsava (Jordann Perret) 40:43 Jakub Sklenář (Filip Pavlík, Bohumil Jank) 47:48 Petr Koukal (Jakub Orsava) 55:19 Jordann Perret (Kevin Klima) | Rozhodčí: Michal Dědek, Adam Kika Čároví: Jiří Gebauer, Vladimír Rožánek |

| 4. srpna 2020 18:00 | HC Kometa Brno | 0:2 (0:0, 0:2, 0:0) | HC Dynamo Pardubice | Hala Rondo Návštěvnost: 499 |  |

| Report |  |          |                                                        |                                                                           |
|        |  | Brankáři |                                                        | Rozhodčí: Pavel Hodek, Tomáš Micka Čároví: Miroslav Lhotský, Jiří Svoboda |
|        |  |          | 27:25 Tomáš Zeman 34:20 Juraj Mikuš (Vladimír Svačina) | Rozhodčí: Pavel Hodek, Tomáš Micka Čároví: Miroslav Lhotský, Jiří Svoboda |

#### 2. kolo
| 6. srpna 2020 18:00 | Mountfield HK | 2:0 (1:0, 0:0, 1:0) | HC Kometa Brno | Zimní stadion Hradec Králové Návštěvnost: ?? |  |

| Report |    |          |    |                                                                             |
|        |    | Brankáři |    | Rozhodčí: Zbyněk Kubičík, Pavel Obadal Čároví: Jaromír Bryška, Michal Axman |
| ??     | ?? |          | ?? | Rozhodčí: Zbyněk Kubičík, Pavel Obadal Čároví: Jaromír Bryška, Michal Axman |

| 6. srpna 2020 18:00 | HC Dynamo Pardubice | 5:2 (2:1, 0:0, 3:1) | HC Olomouc | Enteria arena Pardubice Návštěvnost: ?? |  |

| Report |    |          |    |                                                                            |
|        |    | Brankáři |    | Rozhodčí: Tomáš Horák, Matěj Sýkora Čároví: [Jakub Frodl]], Stanislav Hnát |
| ??     | ?? |          | ?? | Rozhodčí: Tomáš Horák, Matěj Sýkora Čároví: [Jakub Frodl]], Stanislav Hnát |

#### 3. kolo
| 11. srpna 2020 18:00 | HC Kometa Brno | 2:4 (0:3, 2:0, 0:1) | HC Olomouc | Hala Rondo Návštěvnost: ?? |  |

| Report |    |          |    |                                                                     |
|        |    | Brankáři |    | Rozhodčí: Oldřich Hejduk, Luděk Pilný - Lukáš Kajínek, Lukáš Rampír |
| ??     | ?? |          | ?? | Rozhodčí: Oldřich Hejduk, Luděk Pilný - Lukáš Kajínek, Lukáš Rampír |

| 11. srpna 2020 18:00 | HC Dynamo Pardubice | 0:1 (0:0, 0:1, 0:0) | Mountfield HK | Enteria arena Pardubice Návštěvnost: ?? |  |

| Report |    |          |    |                                                                     |
|        |    | Brankáři |    | Rozhodčí: Pavel Hodek, Tomáš Micka - Miroslav Lhotský, Jiří Svoboda |
| ??     | ?? |          | ?? | Rozhodčí: Pavel Hodek, Tomáš Micka - Miroslav Lhotský, Jiří Svoboda |

#### 4. kolo
| 13. srpna 2020 17:00 | HC Olomouc | 5:2 (2:0, 3:1, 0:1) | HC Kometa Brno | Zimní stadion Olomouc Návštěvnost: ?? |  |

| Report |    |          |    |                                                                    |
|        |    | Brankáři |    | Rozhodčí: Michal Dědek, Adam Kika - Jiří Gebauer, Vladimír Rožánek |
| ??     | ?? |          | ?? | Rozhodčí: Michal Dědek, Adam Kika - Jiří Gebauer, Vladimír Rožánek |

| 13. srpna 2020 18:00 | Mountfield HK | 6:5 PP (0:1, 3:2, 2:2 - 1:0) | HC Dynamo Pardubice | Zimní stadion Hradec Králové Návštěvnost: ?? |  |

| Report |    |          |    |                                                                     |
|        |    | Brankáři |    | Rozhodčí: Antonín Jeřábek, Filip Vrba - Lukáš Rampír, Roman Komínek |
| ??     | ?? |          | ?? | Rozhodčí: Antonín Jeřábek, Filip Vrba - Lukáš Rampír, Roman Komínek |

#### 5. kolo
| 18. srpna 2020 17:00 | HC Dynamo Pardubice | 5:1 (1:0, 1:1, 3:0) | HC Kometa Brno | Enteria arena Pardubice Návštěvnost: ?? |  |

| Report |    |          |    |                                                                       |
|        |    | Brankáři |    | Rozhodčí: Petr Lacina, Luděk Pilný Čároví: Jiří Ganger, David Klouček |
| ??     | ?? |          | ?? | Rozhodčí: Petr Lacina, Luděk Pilný Čároví: Jiří Ganger, David Klouček |

| 18. srpna 2020 18:00 | Mountfield HK | 3:4 (1:1, 1:3, 1:0) | HC Olomouc | Zimní stadion Hradec Králové Návštěvnost: ?? |  |

| Report |    |          |    |                                                                      |
|        |    | Brankáři |    | Rozhodčí: Tomáš Horák, Matěj Sýkora Čároví: Jakub Frodl, Vít Komárek |
| ??     | ?? |          | ?? | Rozhodčí: Tomáš Horák, Matěj Sýkora Čároví: Jakub Frodl, Vít Komárek |

#### 6. kolo
| 20. srpna 2020 17:00 | HC Olomouc | 1:5 (0:2, 1:3, 0:0) | HC Dynamo Pardubice | Zimní stadion Olomouc Návštěvnost: ?? |  |

| Report |    |          |    |                                                                         |
|        |    | Brankáři |    | Rozhodčí: René Hradil, Adam Kika Čároví: Jiří Gebauer, Vladimír Rožánek |
| ??     | ?? |          | ?? | Rozhodčí: René Hradil, Adam Kika Čároví: Jiří Gebauer, Vladimír Rožánek |

| 20. srpna 2020 18:00 | HC Kometa Brno | 3:2 (0:0, 1:0, 2:2) | Mountfield HK | Hala Rondo Návštěvnost: ?? |  |

| Report |    |          |    |                                                                         |
|        |    | Brankáři |    | Rozhodčí: Antonín Jeřábek, Filip Vrba Čároví: Jiří Ondráček, Josef Špůr |
| ??     | ?? |          | ?? | Rozhodčí: Antonín Jeřábek, Filip Vrba Čároví: Jiří Ondráček, Josef Špůr |

### Skupina D
| Poř. | Tým                 | Z | V | VP | PP | P | VG | OG | B  |
| ---- | ------------------- | - | - | -- | -- | - | -- | -- | -- |
| 1.   | HC Oceláři Třinec   | 6 | 4 | 0  | 1  | 1 | 24 | 16 | 13 |
| 2.   | PSG Berani Zlín     | 6 | 4 | 0  | 0  | 2 | 23 | 14 | 12 |
| 3.   | HC Vítkovice Ridera | 6 | 3 | 0  | 0  | 3 | 21 | 18 | 9  |
| 4.   | HC Zubr Přerov      | 6 | 0 | 1  | 0  | 5 | 7  | 27 | 2  |

#### 1. kolo
| 4. srpna 2020 17:00 | HC Oceláři Třinec | 7:2 (3:1, 2:1, 2:0) | HC Zubr Přerov | Werk Arena Návštěvnost: 500 |  |

| Report | |          |                                                                         |                                                               |
| | | Brankáři |                                                                         | Rozhodčí: Robin Šír, Roman Mrkva - Marek Hlavatý, Vít Lederer |
| 05:01 Daniel Kurovský (Aron Chmielewski) 05:32 Patrik Husák (Juraj Mikúš) 12:04 Aron Chmielewski (Michal Kovařčík, Ondřej Kovařčík) 25:53 Michal Kovařčík (Aron Chmielewski) 38:59 Radek Veselý (Jan Zahradníček, Filip Haman) 46:16 Michal Kovařčík (Ondřej Kovařčík, Aron Chmielewski) 53:02 Aron Chmielewski (Ondřej Kovařčík) | 05:01 Daniel Kurovský (Aron Chmielewski) 05:32 Patrik Husák (Juraj Mikúš) 12:04 Aron Chmielewski (Michal Kovařčík, Ondřej Kovařčík) 25:53 Michal Kovařčík (Aron Chmielewski) 38:59 Radek Veselý (Jan Zahradníček, Filip Haman) 46:16 Michal Kovařčík (Ondřej Kovařčík, Aron Chmielewski) 53:02 Aron Chmielewski (Ondřej Kovařčík) |          | 03:07 Jan Štefka (Jan Süss) 21:01 Jan Süss (Josef Hrabal, Lukáš Forman) | Rozhodčí: Robin Šír, Roman Mrkva - Marek Hlavatý, Vít Lederer |

| 4. srpna 2020 17:30 | PSG Berani Zlín | 4:3 (0:1, 1:0, 3:2) | HC Vítkovice Ridera | Zimní stadion Luďka Čajky Návštěvnost: 786 |  |

| Report | |          | |                                                                     |
| | | Brankáři | | Rozhodčí: Robin Šír, Roman Mrkva Čároví: Marek Hlavatý, Vít Lederer |
| 39:13 Jakub Herman (David Nosek) 41:30 Jakub Šlahař (Štěpán Fryšara) 43:23 Dalibor Řezníček (Tomáš Fořt) 56:17 Jakub Šlahař (Antonín Honejsek, David Nosek) | 39:13 Jakub Herman (David Nosek) 41:30 Jakub Šlahař (Štěpán Fryšara) 43:23 Dalibor Řezníček (Tomáš Fořt) 56:17 Jakub Šlahař (Antonín Honejsek, David Nosek) |          | 08:52 Tomáš Machů (Tomáš Kubalík, Nicolas Werbik) 42:29 Rostislav Marosz ( Alexandre Mallet, Zbyněk Irgl) 59:59 Patrik Demel | Rozhodčí: Robin Šír, Roman Mrkva Čároví: Marek Hlavatý, Vít Lederer |

#### 2. kolo
| 6. srpna 2020 17:30 | HC Vítkovice Ridera | 3:4 (0:0, 1:2, 2:2) | HC Oceláři Třinec | Ostravar Aréna Návštěvnost: ?? |  |

| Report |    |          |    |                                                                          |
|        |    | Brankáři |    | Rozhodčí: Michal Dědek, Adam Kika Čároví: Jiří Gebauer, Vladimír Rožánek |
| ??     | ?? |          | ?? | Rozhodčí: Michal Dědek, Adam Kika Čároví: Jiří Gebauer, Vladimír Rožánek |

| 6. srpna 2020 18:00 | HC Zubr Přerov | 0:6 (0:4, 0:0, 0:2) | PSG Berani Zlín | Meo Aréna Návštěvnost: ?? |  |

| Report |    |          |    |                                                                     |
|        |    | Brankáři |    | Rozhodčí: Petr Úlehla, Tomáš Veselý Čároví: Milan Kis, Lukáš Rampír |
| ??     | ?? |          | ?? | Rozhodčí: Petr Úlehla, Tomáš Veselý Čároví: Milan Kis, Lukáš Rampír |

#### 3. kolo
| 11. srpna 2020 17:00 | HC Oceláři Třinec | 5:2 (3:1, 0:1, 2:0) | PSG Berani Zlín | Werk Arena Návštěvnost: ?? |  |

| Report |    |          |    |                                                                    |
|        |    | Brankáři |    | Rozhodčí: Michal Dědek, Adam Kika - Jiří Gebauer, Vladimír Rožánek |
| ??     | ?? |          | ?? | Rozhodčí: Michal Dědek, Adam Kika - Jiří Gebauer, Vladimír Rožánek |

| 11. srpna 2020 18:00 | HC Zubr Přerov | 1:7 (0:2, 0:2, 1:3) | HC Vítkovice Ridera | Meo Aréna Návštěvnost: ?? |  |

| Report |    |          |    |                                                               |
|        |    | Brankáři |    | Rozhodčí: Robin Šír, Roman Mrkva - Vít Lederer, Marek Hlavatý |
| ??     | ?? |          | ?? | Rozhodčí: Robin Šír, Roman Mrkva - Vít Lederer, Marek Hlavatý |

#### 4. kolo
| 13. srpna 2020 17:30 | HC Vítkovice Ridera | 1:0 (0:0, 1:0, 0:0) | HC Zubr Přerov | Ostravar Aréna Návštěvnost: ?? |  |

| Report |    |          |    |                                                                         |
|        |    | Brankáři |    | Rozhodčí: Zbyněk Kubičík, Pavel Obadal - Jaromír Bryška, Michael Hranoš |
| ??     | ?? |          | ?? | Rozhodčí: Zbyněk Kubičík, Pavel Obadal - Jaromír Bryška, Michael Hranoš |

| 13. srpna 2020 17:30 | PSG Berani Zlín | 4:0 (0:0, 3:0, 1:0) | HC Oceláři Třinec | Zimní stadion Luďka Čajky Návštěvnost: ?? |  |

| Report |    |          |    |                                                               |
|        |    | Brankáři |    | Rozhodčí: Robin Šír, Roman Mrkva - Vít Lederer, Marek Hlavatý |
| ??     | ?? |          | ?? | Rozhodčí: Robin Šír, Roman Mrkva - Vít Lederer, Marek Hlavatý |

#### 5. kolo
| 18. srpna 2020 17:30 | HC Vítkovice Ridera | 5:3 (2:1, 1:1, 2:1) | PSG Berani Zlín | Ostravar Aréna Návštěvnost: ?? |  |

| Report |    |          |    |                                                                         |
|        |    | Brankáři |    | Rozhodčí: René Hradil, Adam Kika Čároví: Jiří Gebauer, Vladimír Rožánek |
| ??     | ?? |          | ?? | Rozhodčí: René Hradil, Adam Kika Čároví: Jiří Gebauer, Vladimír Rožánek |

| 18. srpna 2020 18:00 | HC Zubr Přerov | 3:2 PP (0:1, 1:0, 1:1 - 1:0) | HC Oceláři Třinec | Meo Aréna Návštěvnost: ?? |  |

| Report |    |          |    |                                                                       |
|        |    | Brankáři |    | Rozhodčí: Petr Úlehla, Tomáš Veselý Čároví: Milan Kis, Ladislav Lučan |
| ??     | ?? |          | ?? | Rozhodčí: Petr Úlehla, Tomáš Veselý Čároví: Milan Kis, Ladislav Lučan |

#### 6. kolo
| 20. srpna 2020 17:00 | HC Oceláři Třinec | 6:2 (2:1, 2:1, 2:0) | HC Vítkovice Ridera | Werk Arena Návštěvnost: ?? |  |

| Report |    |          |    |                                                                     |
|        |    | Brankáři |    | Rozhodčí: Robin Šír, Roman Mrkva Čároví: Marek Hlavatý, Vít Lederer |
| ??     | ?? |          | ?? | Rozhodčí: Robin Šír, Roman Mrkva Čároví: Marek Hlavatý, Vít Lederer |

| 20. srpna 2020 17:30 | PSG Berani Zlín | 4:1 (0:0, 0:1, 4:0) | HC Zubr Přerov | Zimní stadion Luďka Čajky Návštěvnost: ?? |  |

| Report |    |          |    |                                                                             |
|        |    | Brankáři |    | Rozhodčí: Zbyněk Kubičík, Pavel Obadal Čároví: Michael Hranoš, Michal Axman |
| ??     | ?? |          | ?? | Rozhodčí: Zbyněk Kubičík, Pavel Obadal Čároví: Michael Hranoš, Michal Axman |

### Vyřazovací část

#### Čtvrtfinále
| 24. srpna 2020 17:00 | Bílí Tygři Liberec | 4:2 (2:0, 1:0, 1:2) | HC Sparta Praha | Home Credit Arena Návštěvnost: 1 328 |  |

| Report |    |          |    |                                                                         |
|        |    | Brankáři |    | Rozhodčí: Jakub Šindel, Roman Svoboda Čároví: Tomáš Gerát, Daniel Hynek |
| ??     | ?? |          | ?? | Rozhodčí: Jakub Šindel, Roman Svoboda Čároví: Tomáš Gerát, Daniel Hynek |

| 26. srpna 2020 17:00 | HC Sparta Praha | 2:2 (0:1, 0:1, 2:0) | Bílí Tygři Liberec | Tipsport aréna Návštěvnost: 1 423 |  |

| Report |    |          |    |                                                                         |
|        |    | Brankáři |    | Rozhodčí: Antonín Jeřábek, Filip Vrba Čároví: Jiří Ondráček, Josef Špůr |
| ??     | ?? |          | ?? | Rozhodčí: Antonín Jeřábek, Filip Vrba Čároví: Jiří Ondráček, Josef Špůr |

| 24. srpna 2020 17:00 | HC Škoda Plzeň | 2:2 (0:2, 1:0, 1:0) | HC Verva Litvínov | LOGSPEED CZ Arena Návštěvnost: 642 |  |

| Report |    |          |    |                                                                            |
|        |    | Brankáři |    | Rozhodčí: Vladimír Pešina, Daniel Pražák Čároví: Michal Zíka, Petr Šimánek |
| ??     | ?? |          | ?? | Rozhodčí: Vladimír Pešina, Daniel Pražák Čároví: Michal Zíka, Petr Šimánek |

| 26. srpna 2020 17:30 | HC Verva Litvínov | 2:5 (0:3, 1:1, 1:1) | HC Škoda Plzeň | Zimní stadion Ivana Hlinky Návštěvnost: 494 |  |

| Report |    |          |    |                                                                       |
|        |    | Brankáři |    | Rozhodčí: Petr Úlehla, Tomáš Veselý Čároví: Milan Kis, Ladislav Lučan |
| ??     | ?? |          | ?? | Rozhodčí: Petr Úlehla, Tomáš Veselý Čároví: Milan Kis, Ladislav Lučan |

| 24. srpna 2020 17:00 | PSG Berani Zlín | 4:2 (1:1, 2:0, 1:1) | HC Dynamo Pardubice | Zimní stadion Luďka Čajky Návštěvnost: 696 |  |

| Report |    |          |    |                                                                     |
|        |    | Brankáři |    | Rozhodčí: Robin Šír, Roman Mrkva Čároví: Marek Hlavatý, Vít Lederer |
| ??     | ?? |          | ?? | Rozhodčí: Robin Šír, Roman Mrkva Čároví: Marek Hlavatý, Vít Lederer |

| 27. srpna 2020 17:00 | HC Dynamo Pardubice | 5:2 (0:0, 3:0, 2:2) | PSG Berani Zlín | Enteria arena Pardubice Návštěvnost: 1 505 |  |

| Report |    |          |    |                                                                           |
|        |    | Brankáři |    | Rozhodčí: Pavel Hodek, Tomáš Micka Čároví: Miroslav Lhotský, Jiří Svoboda |
| ??     | ?? |          | ?? | Rozhodčí: Pavel Hodek, Tomáš Micka Čároví: Miroslav Lhotský, Jiří Svoboda |

| 24. srpna 2020 17:00 | Mountfield HK | 1:7 (1:3, 0:3, 0:1) | HC Oceláři Třinec | Zimní stadion Hradec Králové Návštěvnost: 1 044 |  |

| Report |    |          |    |                                                                         |
|        |    | Brankáři |    | Rozhodčí: René Hradil, Adam Kika Čároví: Jiří Gebauer, Vladimír Rožánek |
| ??     | ?? |          | ?? | Rozhodčí: René Hradil, Adam Kika Čároví: Jiří Gebauer, Vladimír Rožánek |

| 26. srpna 2020 17:00 | HC Oceláři Třinec | 2:3 (0:1, 1:1, 1:1) | Mountfield HK | Werk Arena Návštěvnost: 1 000 |  |

| Report |    |          |    |                                                                             |
|        |    | Brankáři |    | Rozhodčí: Zbyněk Kubičík, Pavel Obadal Čároví: Michal Axman, Michael Hranoš |
| ??     | ?? |          | ?? | Rozhodčí: Zbyněk Kubičík, Pavel Obadal Čároví: Michal Axman, Michael Hranoš |

#### Semifinále
| Zrušeno | HC Škoda Plzeň | Zrušeno - postupuje HC Oceláři Třinec | HC Oceláři Třinec |  |  |

| Zrušeno | HC Oceláři Třinec | Zrušeno - postupuje HC Oceláři Třinec | HC Škoda Plzeň |  |  |

| Zrušeno | Bílí Tygři Liberec | Zrušeno - postupuje HC Dynamo Pardubice | HC Dynamo Pardubice |  |  |

| Zrušeno | HC Dynamo Pardubice | Zrušeno - postupuje HC Dynamo Pardubice | Bílí Tygři Liberec |  |  |

#### Finále
| 9. září 2020 17:00 | HC Oceláři Třinec | 3:0 (0:0, 1:0, 2:0) | HC Dynamo Pardubice | Werk Arena Návštěvnost: 2 010 |  |

| Report |    |          |    |                                                                            |
|        |    | Brankáři |    | Rozhodčí: René Hradil, Tomáš Veselý Čároví: Jiří Gebauer, Vladimír Rožánek |
| ??     | ?? |          | ?? | Rozhodčí: René Hradil, Tomáš Veselý Čároví: Jiří Gebauer, Vladimír Rožánek |

| 12. září 2020 17:00 | HC Dynamo Pardubice | 3:3 (2:0, 1:2, 0:1) | HC Oceláři Třinec | Enteria arena Pardubice Návštěvnost: 1 920 |  |

| Report |    |          |    |                                                                               |
|        |    | Brankáři |    | Rozhodčí: Oldřich Hejduk, Antonín Jeřábek Čároví: Daniel Hynek, Lukáš Kajínek |
| ??     | ?? |          | ?? | Rozhodčí: Oldřich Hejduk, Antonín Jeřábek Čároví: Daniel Hynek, Lukáš Kajínek |

### Pavouk
|  | Čtvrtfinále | Čtvrtfinále         | Čtvrtfinále         |                   |   | Semifinále         | Semifinále | Semifinále |  |  | Finále | Finále              | Finále |
|  |             |                     |                     |                   |   |                    |            |            |  |  |        |                     |        |
|  | 2B          | Bílí Tygři Liberec  | 6                   |                   |   |                    |            |            |  |  |        |                     |        |
|  | 1A          | HC Sparta Praha     | 4                   |                   |   |                    |            |            |  |  |        |                     |        |
|  | 1A          | HC Sparta Praha     | 4                   |                   |   | Bílí Tygři Liberec | zrušeno    |            |  |  |        |                     |        |
|  |             |                     |                     |                   |   | Bílí Tygři Liberec | zrušeno    |            |  |  |        |                     |        |
|  |             |                     | HC Dynamo Pardubice | zrušeno           |   |                    |            |            |  |  |        |                     |        |
|  | 2D          | PSG Berani Zlín     | HC Dynamo Pardubice | zrušeno           | 6 |                    |            |            |  |  |        |                     |        |
|  | 2D          | PSG Berani Zlín     |                     |                   | 6 |                    |            |            |  |  |        |                     |        |
|  | 1C          | HC Dynamo Pardubice | 7                   |                   |   |                    |            |            |  |  |        |                     |        |
|  |             |                     |                     |                   |   |                    |            |            |  |  | 1      | HC Dynamo Pardubice | 3      |
|  |             |                     | 3                   | HC Oceláři Třinec | 6 |                    |            |            |  |  |        |                     |        |
|  | 2C          | Mountfield HK       | 4                   |                   |   |                    |            |            |  |  |        |                     |        |
|  | 1D          | HC Oceláři Třinec   | 9                   |                   |   |                    |            |            |  |  |        |                     |        |
|  | 1D          | HC Oceláři Třinec   | 9                   |                   |   | HC Oceláři Třinec  | zrušeno    |            |  |  |        |                     |        |
|  |             |                     |                     |                   |   | HC Oceláři Třinec  | zrušeno    |            |  |  |        |                     |        |
|  |             |                     | HC Škoda Plzeň      | zrušeno           |   |                    |            |            |  |  |        |                     |        |
|  | 2A          | HC Škoda Plzeň      | HC Škoda Plzeň      | zrušeno           | 7 |                    |            |            |  |  |        |                     |        |
|  | 2A          | HC Škoda Plzeň      |                     |                   | 7 |                    |            |            |  |  |        |                     |        |
|  | 1B          | HC Verva Litvínov   | 4                   |                   |   |                    |            |            |  |  |        |                     |        |